# Anomala ellipsis
Anomala ellipsis är en skalbaggsart som beskrevs av Thomas Casey 1915. Anomala ellipsis ingår i släktet Anomala och familjen Rutelidae. Inga underarter finns listade i Catalogue of Life.